# Así es Buenos Aires
Así es Buenos Aires es una película de comedia romántica de Argentina en Eastmancolor dirigida por Emilio Vieyra según el guion de Salvador Valverde Calvo que se estrenó el 6 de mayo de 1971 y que tuvo como protagonistas a Hugo Marcel, Soledad Silveyra, Ricardo Bauleo, Susana Giménez y Víctor Bó.

## Producción
En las escenas de exteriores pueden verse diversos lugares de la ciudad, como La Boca, el Rosedal, el Planetario, la Avenida 9 de Julio, la Plaza de la República, el Obelisco y el Cabildo de Buenos Aires. 
También puede observarse el desaparecido pasaje Seaver, que corría entre Carlos Pellegrini y Cerrito, entre Posadas y Avenida del Libertador, que fue demolido para dar lugar a la extensión de la Av. 9 de Julio.
Fuera de la ciudad, se ve el aeropuerto de Ezeiza, con sus antiguas terrazas, desde donde antiguamente podía verse a los pasajeros caminando por la pista hacia los aviones y el despegue de los mismos.
En cuanto a lo musical, el protagonista Hugo Marcel canta los temas Niña mujer, Hoy he visto pasar a María, Nostalgias, Por quien llora Soledad y Que falta que me haces.
Hugo Carregal es quien canta en off los temas Acuarela de Buenos Aires, La bella gente y El color del amor, todos de Silvio Soldán y Horacio Malvicino.
El Trío Galleta interpreta Igual que ayer, igual que antes de Carlos Iturbide y Aníbal Conte.

## Reparto
Participaron en el filme los siguientes intérpretes:
- Hugo Marcel............ Hugo Marín
- Soledad Silveyra...... María Pagano
- Ricardo Bauleo........ Ricardo
- Susana Giménez....... Susana Marín
- Víctor Bó................ Víctor Madariaga
- Nelly Panizza........... Blanca
- Walter Kliche........... Lalo Rossi
- Adriana Hope
- Lucio Deval
- Gloria Prat
- Esther Velázquez
- Noemi del Castillo..... aspirante obesa a modelo
- Héctor Biuchet
- Tito Martinez
- Eduardo Vener
- Marife Blasco

## Comentarios
La Nación opinó:

”Dos historias de amor en sus posibles desencuentros y final feliz, algunas situaciones cómicas, un cierto y superficial pintoresquismo…en un relato directo, simple, sin imaginación creadora.”

Manrupe y Portela escriben:

”Anacrónica historia con cantor de tango en su único protagónico.”